# Случай (фильм, 1981)
«Случай» (пол. Przypadek) — художественный фильм польского режиссёра Кшиштофа Кесьлёвского. Съёмки были завершены в 1981 году, однако по цензурным соображениям фильм выпустили на экран лишь шесть лет спустя. Демонстрировался в рамках официальной конкурсной программы «Особый взгляд» 40-го Каннского кинофестиваля (1987), а затем — в рамках внеконкурсной программы XV Московского кинофестиваля (1987). В некоторых странах фильм именовался «Слепой случай».

## Сюжет
В первых кадрах мы видим главного героя, Витека (Богуслав Линда), сидящим в кресле самолёта; на его лице ужас, очевидно, происходит авиакатастрофа. Начальные титры идут под его отчаянный крик.
Всё происходящее далее может рассматриваться как предсмертное воспоминание. Перед нами трагический кадр, связанный с рождением героя в Познани в 1956 году, во время подавления народного восстания (Познанский июнь; тогда погибла его мать); детские годы Витека, его первая любовь, его обучение в медицинском институте. Кончина отца ставит его перед экзистенциальным выбором.
Далее на экране разворачиваются три версии судьбы Витека. От того, опоздает ли он на поезд Лодзь—Варшава или в последний момент вскочит в него, зависит, станет ли он деятелем коммунистической партии или, наоборот, активистом «Солидарности»; или, наконец, не произойдёт ни того, ни другого, Витек вернётся в институт, обзаведётся семьёй, сделает карьеру и… сядет на роковой для него самолёт.
Истекающего кровью человека тащат по полу больницы. Далее краткий перечень событий. В детстве Витек учится писать. В подростковом возрасте Витек встречается с Чушкой. Будучи взрослым, Витек поступает в медицинский институт и встречается с Ольгой (Моника Гоздзик). Витек «теряет» свое призвание после смерти отца. Витек спешит сесть на поезд до Варшавы, и на бегу врезается в парня, пьющего пиво. Показаны три разных исхода, каждый из которых зависит от того, как Витек справляется с препятствиями на своём пути к поезду и успевает ли он на поезд.
В первой версии событий Витек едва не врезается в парня, пьющего пиво. Он бежит за поездом на железнодорожной станции Лодзь-Фабричная и успевает вскочить в последний вагон. В поезде он знакомится с Вернером (Тадеуш Ломницкий), старым коммунистом. Витек решает вступить в Коммунистическую партию. На прогулке с Вернером Витек встречается с Чушкой (Богуслава Павелец), своей первой любовью. Они встречаются и занимаются сексом, после чего Чушка, которая дружит с оппозиционными активистами, узнаёт, что Витек захотел вступить в партию. Витек участвует в разгоне сидячей забастовки в больнице. В качестве награды партийный руководитель планирует отправить Витека на спецзадание во Францию. На прогулке с Чушкой полицейский просит у них документы. Поскольку Витек — коммунист, ему разрешают продолжить путь, а Чушку задерживают. Он пытается помириться с Чушкой, которая выступает на митинге оппозиции, но она отвергает его. В аэропорту Витеку сообщают, что его поездка во Францию отменена.
Во втором сценарии Витек с такой силой врезается в парня, пьющего пиво, что кружка выскальзывает из рук пьющего, падает на землю и разбивается. Витек не останавливается, чтобы извиниться, но все равно не успевает на поезд. Вместо этого он врезается в охранника на платформе, сбивает его с ног и убегает. Охранник вызывает подмогу, и Витека арестовывают. Судья приговаривает Витека к тридцати дням и неоплачиваемым общественным работам. Витек знакомится с активистами антикоммунистического сопротивления, среди которых встречает Даниэля, друга своего детства, и его сестру Веру. Он крестится, и фигура Христа на кресте становится для него значимой эмблемой. Витек подаёт заявку на паспорт для поездки во Францию, но его просьбу отклоняют, потому что он известен как антикоммунист. Власти предлагают ему паспорт при условии, что он раскроет контакты подполья во Франции. Витек идёт домой, где у него происходит романтичный разговор с Верой, но его вызывают на явочную квартиру сопротивления. Там прошёл обыск, и единственный оставшийся там человек сомневается в том, что Витек не был предателем.
В третьем сценарии Витек почти врезается в парня, пьющего пиво, но вовремя останавливается и обходит его, извиняясь. Он все ещё пытается успеть на поезд, но терпит неудачу. Железнодорожный охранник появляется через несколько секунд, но теперь Витек остановился, чтобы перевести дух. Он замечает на платформе Ольгу (неясно, была ли она там в предыдущих двух сценариях). Витек и Ольга возвращаются в его квартиру, где занимаются любовью на полу. Витек решает возобновить медицинское образование, вскоре заканчивает учёбу и начинает практиковать в больнице, а также преподавать в медицинском училище. Ольга сообщает ему, что она на третьем месяце беременности. Они женятся. Витек демонстративно держится в стороне от политики. С одной стороны, он отказывается вступать в Коммунистическую партию. С другой стороны, когда в медицинской школе студенты передают петицию от имени сына декана, которого обвиняют в распространении нелегальной литературы, Витек отказывается её подписывать, отмечая, что сам декан ее тоже не подписал. Витек вообще не хочет вмешиваться в политику. Декан предлагает ему поездку в Ливию, чтобы прочитать несколько лекций по медицинским темам, которые он подготовил. Витек соглашается. В поезде, едущем в аэропорт, Ольга сообщает Витеку, что беременна вторым ребёнком, надеясь, что это будет девочка. В аэропорту Витек видит некоторых людей, которые принимали участие в предыдущих двух версиях событий. Самолёт (который летит с пересадкой через Францию) рулит по взлетно-посадочной полосе, Витек удобно устраивается в кресле. Самолёт взлетает, но через несколько секунд взрывается.

## В ролях
- Богуслав Линда — Витольд (Витек) Длугош
- Богдан Невиновский — отец Витека
- Тадеуш Ломницкий — 1. Вернер
- Збигнев Запасевич — 1. Адам
- Богуслава Павелец — 1. Чушка Ольковская
- Мажена Трыбала — 2. Верка
- Яцек Борковский — 2. Марек
- Яцек Сас-Ухрыновский — 2. Даниэль
- Адам Ференцы — 2. ксёндз Стефан
- Моника Гожджик — 3. Ольга
- Зигмунт Хюбнер — 3. декан
- Ирена Бырская — 3. тётка Витека

## Структура
Принцип ветвящегося сюжета неоднократно использовался в кинематографе, в том числе Кшиштофом Занусси в короткометражном фильме «Гипотеза», Аленом Рене в знаменитой дилогии «Курить/Не курить», а также в фильмах «Осторожно, двери закрываются» и «Эффект бабочки». Особенность его использования у Кесьлёвского — отсутствие иронии, глубокий драматизм происходящего и острый социальный пафос.